# Белін (Ньюфаундленд і Лабрадор)
Белін (англ. Bauline) — містечко в Канаді, у провінції Ньюфаундленд і Лабрадор.

## Населення
За даними перепису 2016 року, містечко нараховувало 452 особи, показавши зростання на 13,9%, порівняно з 2011-м роком. Середня густина населення становила 28,3 осіб/км².
З офіційних мов обидвома одночасно володіли 15 жителів, тільки англійською — 435.
Працездатне населення становило 63% усього населення, рівень безробіття — 8,7% (11,5% серед чоловіків та 10% серед жінок). 93,5% осіб були найманими працівниками, а 4,3% — самозайнятими.
Середній дохід на особу становив $40 078 (медіана $35 499), при цьому для чоловіків — $48 872, а для жінок $31 102 (медіани — $38 080 та $31 296 відповідно).
31,5% мешканців мали закінчену шкільну освіту, не мали закінченої шкільної освіти — 21,9%, 46,6% мали післяшкільну освіту, з яких 17,6% мали диплом бакалавра, або вищий.
| Статево-вікова структура населення | Статево-вікова структура населення | Статево-вікова структура населення | Статево-вікова структура населення | Статево-вікова структура населення |
| ---------------------------------- | ---------------------------------- | ---------------------------------- | ---------------------------------- | ---------------------------------- |
|                                    |                                    |                                    |                                    |                                    |
| Всього                             | Всього                             | 52,2%47,8%                         |                                    |                                    |
| 0 — 14 років                       | 0 — 14 років                       |                                    | 17,8%                              | 17,8%                              |
| 15 — 64 років                      | 15 — 64 років                      |                                    | 67,8%                              | 67,8%                              |
| 65 і більше                        | 65 і більше                        |                                    | 14,4%                              | 14,4%                              |
| 85 і більше                        | 85 і більше                        |                                    | 2,2%                               | 2,2%                               |
| Середній вік (років)               | Середній вік (років)               | 41,440,0                           | 40,7                               | 40,7                               |
| Медіана (років)                    | Медіана (років)                    | 41,641,0                           | 41,5                               | 41,5                               |
| — чоловіки — жінки                 |                                    |                                    |                                    |                                    |

| Походження мешканців:     | Походження мешканців:     | Походження мешканців: | Походження мешканців: | Походження мешканців: |
| ------------------------- | ------------------------- | --------------------- | --------------------- | --------------------- |
| Походження                |                           |                       | осіб                  | %                     |
| Корінні американці        | Корінні американці        |                       | 10                    | 2.2%                  |
| Інше північноамериканське | Інше північноамериканське |                       | 315                   | 69.23%                |
| Європейське               | Європейське               |                       | 240                   | 52.75%                |
| британське                | британське                |                       | 230                   | 50.55%                |
| французьке                | французьке                |                       | 10                    | 2.2%                  |

| Зайнятість населення за галузями (за класифікацією NOC): | Зайнятість населення за галузями (за класифікацією NOC): | Зайнятість населення за галузями (за класифікацією NOC): | Зайнятість населення за галузями (за класифікацією NOC): | Зайнятість населення за галузями (за класифікацією NOC): |
| -------------------------------------------------------- | -------------------------------------------------------- | -------------------------------------------------------- | -------------------------------------------------------- | -------------------------------------------------------- |
|                                                          |                                                          |                                                          |                                                          |                                                          |
| Управління                                               | Управління                                               |                                                          | 4,4%                                                     | 4,4%                                                     |
| Бізнес, фінанси та адміністрування                       | Бізнес, фінанси та адміністрування                       |                                                          | 8,9%                                                     | 8,9%                                                     |
| Природничі та прикладні науки                            | Природничі та прикладні науки                            |                                                          | 8,9%                                                     | 8,9%                                                     |
| Освіта, правозахист, муніципальні та урядові служби      | Освіта, правозахист, муніципальні та урядові служби      |                                                          | 11,1%                                                    | 11,1%                                                    |
| Роздрібна торгівля та послуги                            | Роздрібна торгівля та послуги                            |                                                          | 22,2%                                                    | 22,2%                                                    |
| Гуртова торгівля, транспорт та обладнання                | Гуртова торгівля, транспорт та обладнання                |                                                          | 35,6%                                                    | 35,6%                                                    |
| Природні ресурси, сільське господарство                  | Природні ресурси, сільське господарство                  |                                                          | 4,4%                                                     | 4,4%                                                     |
| Виробництво                                              | Виробництво                                              |                                                          | 4,4%                                                     | 4,4%                                                     |

## Клімат
Середня річна температура становить 4,7°C, середня максимальна – 18,4°C, а середня мінімальна – -9,6°C. Середня річна кількість опадів – 1 477 мм.
| Клімат поселення                              | Клімат поселення | Клімат поселення | Клімат поселення | Клімат поселення | Клімат поселення | Клімат поселення | Клімат поселення | Клімат поселення | Клімат поселення | Клімат поселення | Клімат поселення | Клімат поселення | Клімат поселення |
| Показник                                      | Січ.             | Лют.             | Бер.             | Квіт.            | Трав.            | Черв.            | Лип.             | Серп.            | Вер.             | Жовт.            | Лист.            | Груд.            |                  |
| Середній максимум, °C                         | 0,53             | −0,25            | 2,28             | 6,28             | 10,33            | 14,54            | 18,20            | 18,36            | 14,69            | 10,10            | 5,80             | 1,24             |                  |
| Середня температура, °C                       | −4,13            | −4,9             | −2,39            | 1,61             | 5,66             | 9,88             | 15,16            | 15,33            | 11,67            | 7,06             | 2,76             | −1,81            |                  |
| Середній мінімум, °C                          | −8,81            | −9,58            | −7,06            | −3,06            | 1,00             | 5,20             | 12,12            | 12,29            | 8,63             | 4,00             | −0,28            | −4,85            |                  |
| Норма опадів, мм                              | 140              | 125              | 122              | 116              | 99               | 103              | 91               | 105              | 129              | 160              | 142              | 145              |                  |
| Середньомісячна швидкість вітру, м/с          | 8.02             | 7.54             | 7.14             | 6.49             | 5.77             | 5.32             | 5.15             | 5.17             | 5.78             | 6.55             | 7.08             | 7.83             |                  |
| Середньомісячна сонячна радіація, кДж/м²·день | 3891             | 6627             | 10558            | 14015            | 17021            | 19038            | 19123            | 16095            | 12003            | 7087             | 4061             | 2981             |                  |
| --------------------------------------------- | ---------------- | ---------------- | ---------------- | ---------------- | ---------------- | ---------------- | ---------------- | ---------------- | ---------------- | ---------------- | ---------------- | ---------------- | ---------------- |
| Джерело:                                      |                  |                  |                  |                  |                  |                  |                  |                  |                  |                  |                  |                  |                  |